# Râul Plișca
Râul Plișca este un curs de apă, afluent al râului Grosul. 